# Ruta comercial de los varegos a los griegos

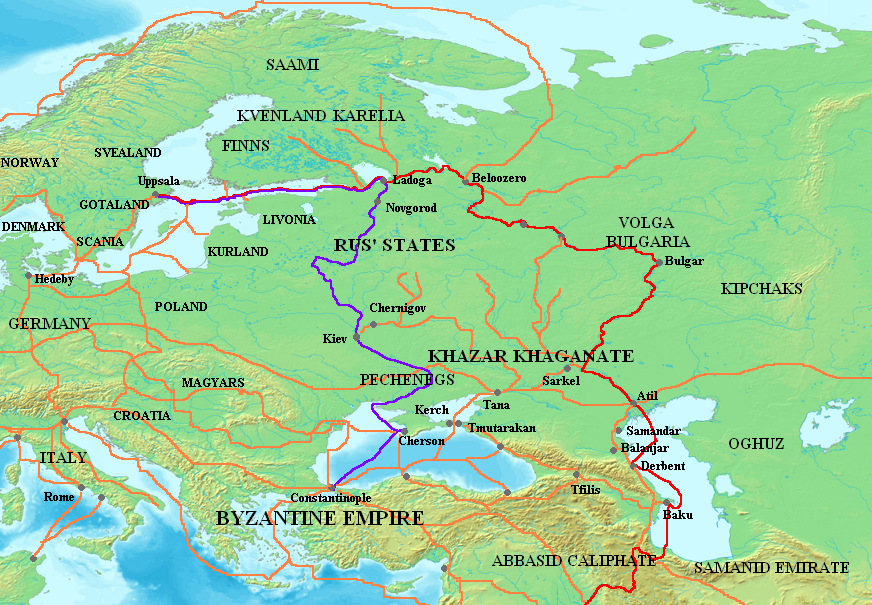
Mapa que muestra las principales rutas comerciales de los varegos: la ruta comercial del Volga (en rojo) y la ruta comercial de los varegos a los griegos (en violeta). Se señalan en naranja otras rutas comerciales de los siglos VIII–XI.

La ruta comercial de los varegos a los griegos (en ruso: Путь «из варяг в греки», romanizado: Put iz varyag v greki; en sueco: Vägen från varjagerna till grekerna; en griego: Εμπορική Οδός Βαράγγων - Ελλήνων) fue una ruta comercial medieval que unía Escandinavia, el Rus de Kiev y el Imperio romano de Oriente. La ruta permitió a los comerciantes varegos establecer a lo largo de la misma un comercio directo y próspero con el Imperio romano de oriente, y que algunos de ellos se instalaran en esos territorios (actualmente de Bielorrusia, Rusia y Ucrania).
La ruta comenzaba en alguno de los centros comerciales escandinavos, como Birka, Hedeby o Gotland, y tras cruzar el mar Báltico, se adentraba en el golfo de Finlandia y seguía por el río Nevá hasta el lago Ládoga. Luego, remontaba el río Vóljov, aguas arriba de las ciudades de Stáraya Ládoga y Veliki Nóvgorod, cruzaba el lago Ilmen y remontaba el río Lovat. Desde allí, los barcos tenían que hacer un portaje al río Dniéper, cerca de Gnyózdovo. Una segunda ruta partía desde el Báltico y remontaba el río Dviná Occidental (Daugava) y seguía a lo largo del río Kasplya, hasta llegar a la región de Smolensk, a la misma zona entre el Lovat y el Dniéper, y también alcanzaban Gnyózdovo. Ambas rutas continuaban después aguas abajo a lo largo del Dniéper, cruzando varias zonas de peligrosos rápidos y llegaban a Kiev. Después de entrar en el mar Negro seguían bordeando su costa occidental hasta arribar finalmente a Constantinopla.
La ruta probablemente fue establecida a finales del siglo VIII o principios del IX y adquirió gran importancia desde el siglo X hasta el primer tercio del siglo XI, junto con la ruta comercial del Volga y la ruta comercial de los jázaros a los alemanes. El uso de la misma decayó a partir de la segunda mitad del siglo XI, con el auge de otras rutas alternativas que surgieron con las Cruzadas.

## Historia

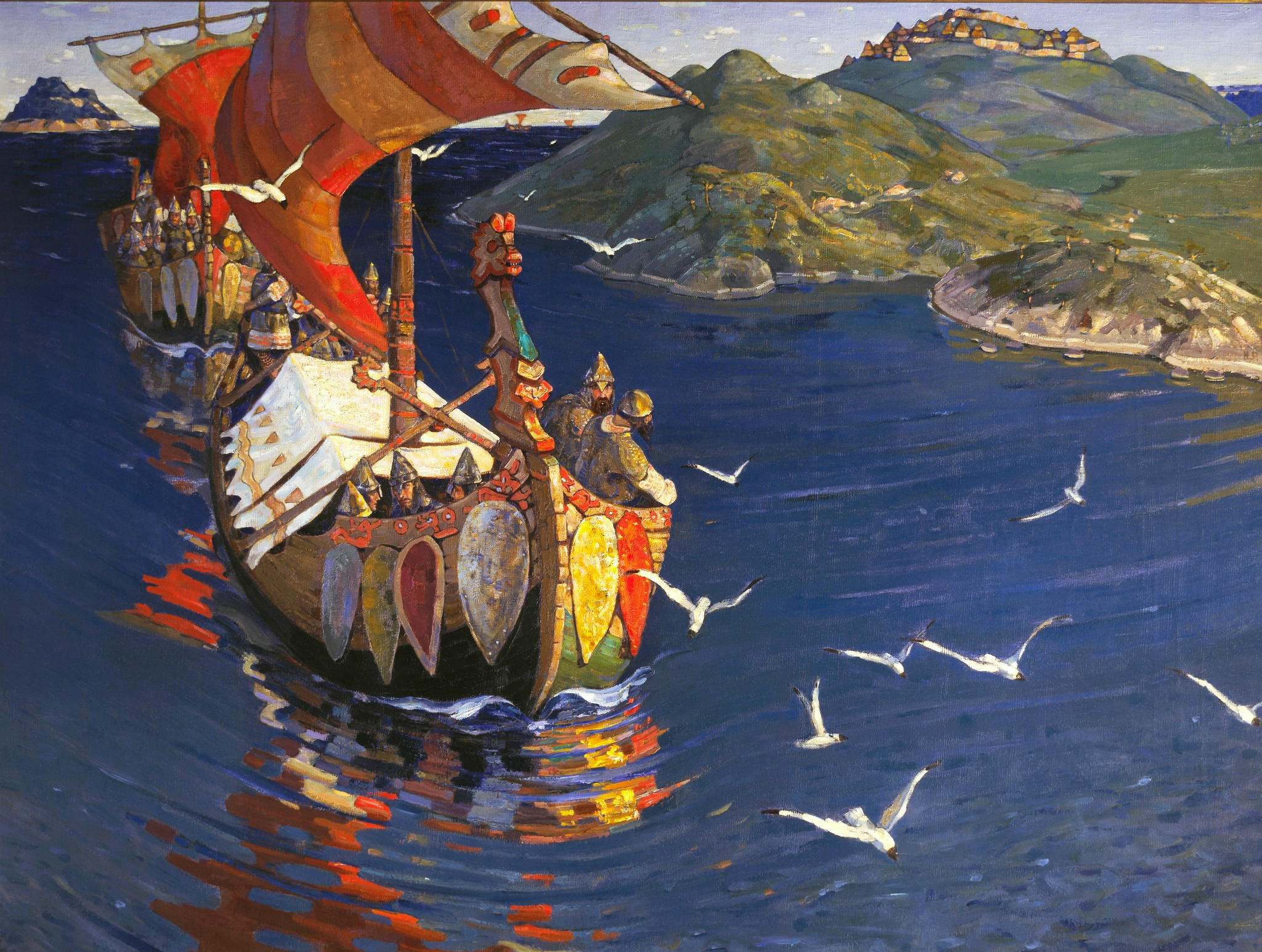
Huéspedes de ultramar (1901), de Nikolái Roerich.

La ruta de los varegos a hacia el imperio aparece por vez primera mencionada en la Crónica de Néstor (1113), aunque de la llegada de los varegos se sabe mucho antes, a principios de siglo IX, cuando los griegos ya informaron de esos recién llegados en sus regiones. Aunque para muchos el término ha llegado a significar «vikingos», para los pobladores del imperio, englobaba a todos los escandinavos y sus parientes que vivían en lo que ahora es Rusia.
Según Constantino VII, los krivichís y otras tribus dependientes de Kiev transportaban veleros aligerados o monoxyla (cascos tipo cayuco realizados ahuecando un tronco de árbol), que podían acomodar a treinta o cuarenta personas, a varias plazas a lo largo de los ríos, como Smolensk (Μιλινισκα), Liubech (Τελιουτζα), Cherníhiv (Τζερνιγωγα), Výshhorod (Βουσεγραδε), Vitechev (Βιτετζεβη) y Kiev (Κια (ο) βα). Algunas de estas ciudades llegaron a tener nombres alternativos en nórdico antiguo, y Constantino cita algunas de ellas: Nóvgorod = Νεμογαρδα = Hólmgarðr = «isla cercada»; Nýgarðr = «Nueva cerca»; Kiev = Kœnugarðr = «Astillero»; y Σαμβατας = Sandbakki-áss = «cordal banco de arena». (La runa N 62 conserva el nombre Vitaholmr («islote demarcación») para Vitichev). Luego, estos veleros eran transportados a lo largo del Dniéper hasta Kiev. Allí, eran vendidos a los varegos que los reequipaban y cargaban con la mercancía.
En el Dniéper los varegos tenían que realizar un portaje de sus barcos en siete zonas de rápidos (que ya no existen, ya que quedaron sumergidos en la cadena de embalses establecida en el río entre 1950–1970), donde tenían que estar en guardia ante los nómadas pechenegos. Los rápidos comenzaban aguas abajo de Dnipró donde el río se vuelve al sur y descendía unos 50 metros en un tramo de 66 kilómetros.
| Moderno                            | Eslavo                                                       | Nórdico                                               |
| ---------------------------------- | ------------------------------------------------------------ | ----------------------------------------------------- |
|                                    | Ne sǔpi [«no dormir»], Εσσουπη                               | Sof eigi [«no dormir»]                                |
| Surskij [«severo»]; Lochanskij     | Ostrovǐnyj pragǔ [«isla-cascada»], Οστροβουνιπραχ            | Holmfors [«isla-cascada»], Ουλβορσι                   |
| Zvonets(kij) [«metedura de pata»]  |                                                              | Gellandi [«estruendoso»], Γελανδρι                    |
| Nenasytets(kij) [«insaciable»]     | Nejasytǐ [«pelicano» (anidan allí)], Νεασητ                  | Eyforr [«nunca violento»], Αειφορ                     |
| Volnyj, Volninskij [lugar de olas] | Vlǔnǐnyj pragǔ [«ola-cascada»], Βουλνηπραχ                   | Bárufors [«ola-cascada»], Βαρουφορος                  |
| Tavolzhanskij                      | Vǐruchi [«risa»], Βερουτζη                                   | Hlæjandi [«risa» (referido al ruido de agua)], Λεαντι |
| Lishnij [«superfluo»]              | Naprjazi? [«Doblar ¿raza?»], Ναπρεζη; Na bǔrzǔ? [«¿rápido?»] | Strukum [«(en los) rápidos»], Στρουκουν               |

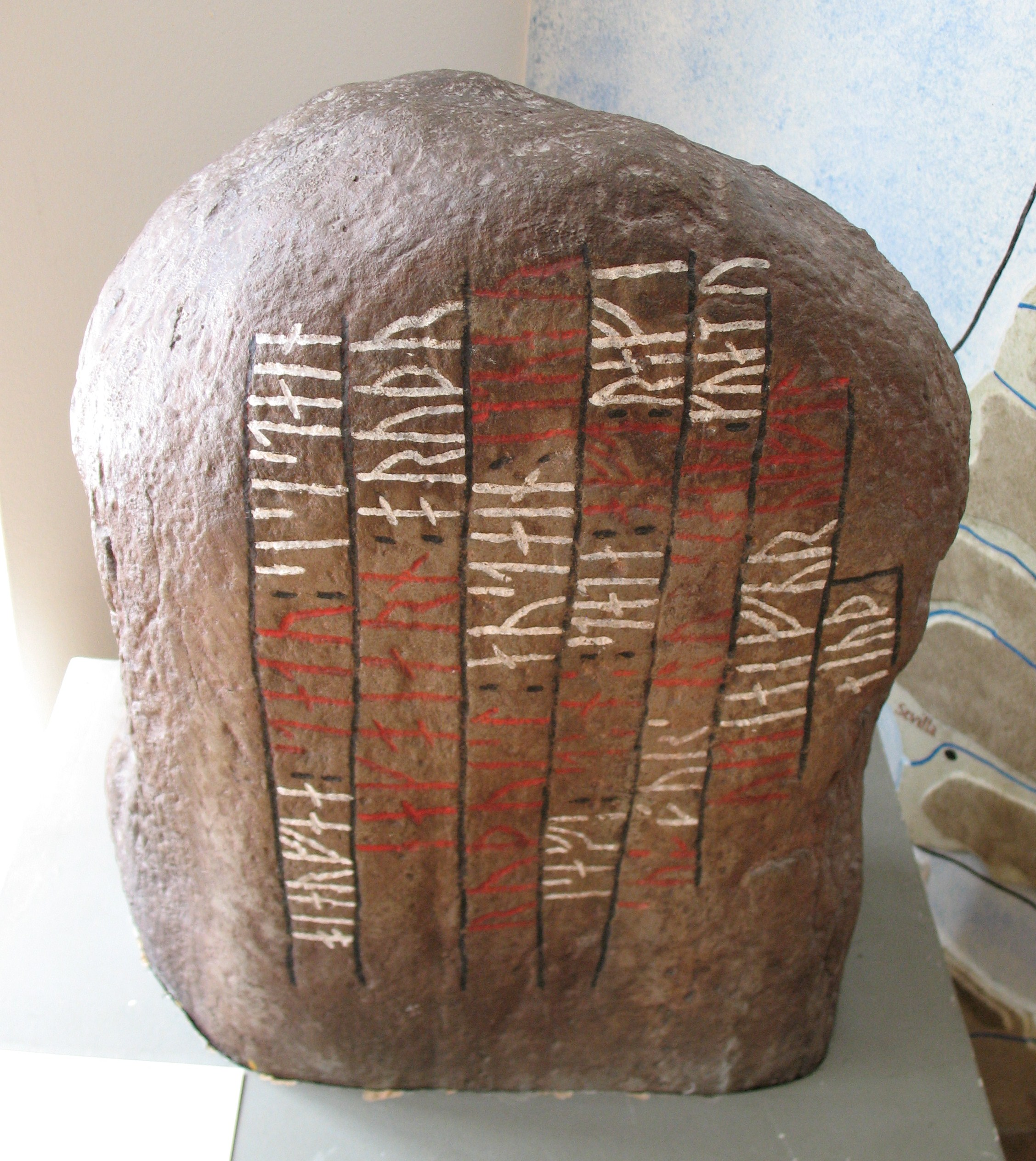
Copia de la runa coloreada runa G 280, que habla de muerte en los rápidos del Dniéper.

Por debajo de los rápidos, después debían de pasar por un angosto terreno rocoso llamado Vado de Vrar (en ruso: cruce de Krariyskaya), donde los varegos eran atacados con frecuencia por los pechenegos. Los varegos se detenían en la isla San Jorge (Jórtytsia). Luego, equipaban los barcos con las velas en la isla Berezán, en el estuario del Dniéper, y continuaban navegando a lo largo de la costa occidental del mar Negro hasta llegar a Constantinopla (en eslavo: «Tsargrad»; en nórdico antiguo: «Mikligarðr»).
La ruta de los varegos a los griegos estaba conectada con el resto de vías navegables de Europa oriental, como la ruta navegable Prípiat–Bug Occidental que encabezaba Europa occidental, o la ruta comercial del Volga, que descendía las vías navegables de la cuenca del Volga hasta el mar Caspio. Otra rama enlazaba el Dniéper y el río Buk-Usyazh hacia Lukoml y Pólotsk.
La ruta de los varegos a los griegos era utilizada para transportar diferentes tipos de mercancía: vino, especias, joyería, vidrio, telas costosas, iconos y libros llegaban desde el Imperio; Kiev la utilizaba para el comercio de pan, productos hechos a mano, monedas de plata, etc; Volinia comercializaba ruecas y otros artículos; de Escandinavia llegaban ciertos tipos de armas y artesanía; el Rus del Norte ofrecía madera, piel, miel y cera; y las tribus bálticas comerciaban con ámbar.
En la segunda mitad del siglo XI, las Cruzadas abrieron rutas más lucrativas desde Europa a Oriente a través de los estados Cruzados de Oriente Medio. En ese momento, el Rus de Kiev ya había fortalecido sus lazos comerciales con Europa occidental, y la ruta de la varegos a los griegos perdió gradualmente importancia. (Para una ruta militar relacionada, véase ruta Muravsky).

## En la ficción
- Una gran parte de los best-seller suecos de novela histórica Los drakkares (en sueco Röde Orm), de Frans Gunnar Bengtsson, describe las aventuras de la tripulación de un barco danés (con un piloto de Gotland), tomando esta ruta a finales de siglo X.
- En Byzantium, la novela de Stephen R. Lawhead, el personaje principal, un monje irlandés del siglo X, es apresado por los raids vikingos y llevado desde Scandia a Constantinopla a través de esta ruta.
- En el cómic el Príncipe Valiente, páginas 932 (19 de diciembre de 1954) a 988 (15 de enero de 1956), el personaje principal y acompañantes viajan en dos drakkares desde Constantinopla a Scandia a través de esta ruta, en la que se encuentran con patzinakos y polovtsianos.